# مانی کوتو

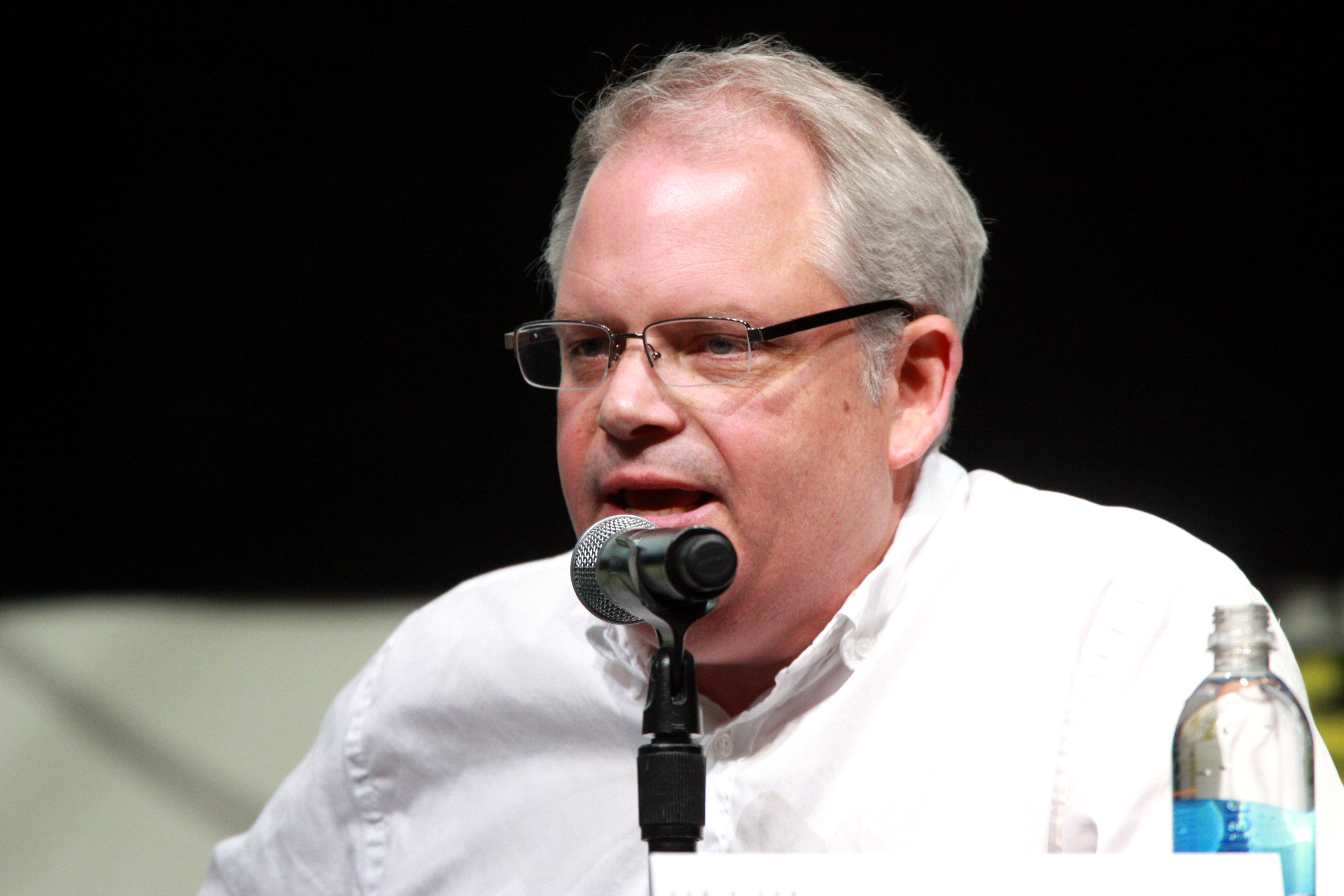

مانی کوتو (به انگلیسی: Manny Coto) نویسنده، کارگردان و تهیه‌کنندهٔ آمریکایی است.
او سازندهٔ اختصاصی چهار فصل از مجموعهٔ تلویزیونی ۲۴ بود و هم‌اکنون نیز تهیه‌کننده و نویسندهٔ مجموعهٔ تلویزیونی دکستر است.